# Friedrich Dürrenmatt
Friedrich Dürrenmatt (n. 5 ianuarie 1921, Konolfingen⁠(d), Berna, Elveția – d. 14 decembrie 1990, Neuchâtel, cantonul Neuchâtel, Elveția) a fost un dramaturg și prozator elvețian de talie europeană, care și-a scris opera în limba germană. A făcut studii de filozofie, literatură și teologie, dar și-a încercat talentul mai întâi ca grafician, tematica desenelor sale expresive prefigurând-o pe aceea a scrierilor de mai târziu. A fost permanent preocupat de confuzia de valori și de incertitudinile epocii în care trăia ("azi nu mai există nici vinovați, nici oameni care să poarte răspunderea a ceva").
În opera lui un loc central îl ocupă problematica dreptății și îndurării, tratată în cheie tragicomică și grotescă. Cele mai multe din povestirile sale îmbracă forma literaturii polițiste.
Ca dramaturg – unul din cei mai importanți de limbă germană din secolul XX – prefera comedia, considerând-o "unica formă dramatică ce mai poate exprima azi tragicul".

## Premii și distincții
I-au fost acordate numeroase premii literare, printre care Premiul Austriac de Stat pentru Literatură Europeană (1983), Premiul "Georg Büchner" și Premiul memorial "Friedrich Schiller" (ambele în 1986), Premiul "Ernst Robert Curtius" pentru eseistică (1989) ș.a.

## Dramaturgie
- Romulus cel Mare (1948)
- Căsnicia domnului Mississippi (1952)
- Un înger sosește la Babilon (1954)
- Pana de automobil (Die Panne) – o comedie,  Arche, Zürich 1956
- Vizita bătrânei doamne (Der Besuch der alten Dame), cea mai celebră dintre piesele sale, (1956)
- Frank al V-lea (1960)
- Fizicienii (1962)
- Regele Ioan (1968)
- Play Strindberg (1969)
- Operațiunea Vega (1954) - Das Unternehmen der Wega (traducere de Adrian Rogoz și Iacob Babin).
- Răgazul (1977)
- Achterloo (1983) ș.a.

## Romane și povestiri
- Orașul (1952)
- Judecătorul și călăul (Der Richter und sein Henker, 1952)
- Tunelul (Der Tunnel, 1952)
- Bănuiala (1953)
- Grec caută grecoaică (1955)
- Pana de automobil (Die Panne, 1956)
- Făgăduiala (Das Versprechen, 1958)
- Prăbușirea (1971)
- Justiție (1985) [14]
- Misiunea (1986)